# Janez Potočnik
Janez Potočnik, né le 22 mars 1958 à Kropa (Slovénie), est un homme politique slovène, commissaire européen chargé de la science et de la recherche du 23 novembre 2004 au 31 octobre 2009, puis du 27 novembre 2009 au 1er novembre 2014 au portefeuille de l’environnement.
En novembre 2014, il devient co-président de l'International Resource Panel (IRP), un forum de scientifiques et d'experts qui travaillent sur la gestion des ressources naturelles.

## Biographie

### Études et carrière professionnelle
Janez Potočnik étudie à l'université de Ljubljana à partir de l'âge de 25 ans tout en continuant ses activités professionnelles à l'Institut d'analyses et de développement macroéconomiques. Il devient professeur à l'université de droit puis obtint un doctorat de sciences économiques en 1993.
En 1998, il est désigné chef de l'équipe principale chargée de négocier l'adhésion de la Slovénie à l'Union européenne et le demeure jusqu'à l'adhésion le 1er mai 2004.

### Vie personnelle
Il est marié et a deux enfants.

### Carrière politique
Après avoir été entre 2001 et 2002 ministre conseiller, membre du cabinet du Premier ministre, il occupe le poste de ministre des Affaires européennes de 2002 à 2004.

### Carrière après la Commission européenne
Despuis 2014, Potočnik copréside avec Alicia Bárcena (2014-2017) et Izabella Teixeira (depuis 2017) –  l'International Resource Panel du Programme des Nations unies pour l'environnement (PNUE); il a succédé à Ernst Ulrich von Weizsäcker en cette position.

#### Conflits d'intérêt entre activités parlementaires et intérêts industriels
Après avoir quitté la Commission européenne, Janez Potočnik est nommé, après l'accord de la Commission européenne et conformément au code de conduite des commissaires, Co-président du UN International Resource Panel, membre du comité consultative du European Policy Centre ainsi que président de la conférence annuelle Forum for the Future Agriculture, initié par la European Landowners' Organization (une organisation professionnelle agricole européenne) et l'agrochimiste Syngenta (premier producteur mondial de pesticides) ce qui a alerté les observatoires des conflits d'intérêts comme le Corporate Europe Observatory. La Commission Européenne et le comité d'éthique ad hoc ont autorisé ses nouvelles positions.

## Distinctions et récompenses

### Distinctions
- En mai 2016, il reçoit le titre de docteur honoris causa en sciences économiques et en administration des affaires de l'Université Findland Aalto[7].
- En mars 2009, il reçoit le titre de docteur honoris causa de l'université de Gand (Belgique)[8].
- En mai 2008, il reçoit le titre de docteur honoris causa en sciences de l'Imperial College London[9].

### Récompenses
- Le 25 novembre 2015, le Green Budget Germany vert lui a décerné le prix Adam Smith de la politique économique de l'environnement pour son travail courageux en tant que l'ancien commissaire européen où il a fait progresser la promotion de l'idée d'une réforme financière écologique au niveau européen[10].
- Le 31 octobre 2015 la société Carlowitz lui a attribué le prix Hans-Carl-Von-Carlowitz, pour son travail dans la Economie Circular en Europa [11].
- Le 15 septembre 2015, l'Institut de l'économie circulaire à Paris lui a décerné le Trophée de la Personnalité au concours de l'économie circulaire pour son action remarquable en faveur de la transition vers une économie circulaire[12].
- Le 1er décembre 2014, le Bureau européen de l'environnement (BEE) lui a décerné les Douze étoiles pour le prix de l'environnement pour son approche scientifique à la promotion de la durabilité environnementale[13].
- En mars 2014, l’Association catalane des entités de recherche lui a décerné le Prix ACER pour ses contributions visionnaires et le leadership qui ont rendu possible l'ERC[14].
- En septembre 2013, il a reçu le Prix des Champions de la Terre 2013 de l'Organisation des Nations unies pour ses efforts visant à promouvoir l'efficacité des ressources et de réduire les déchets alimentaires dans l'Union européenne[15].